# Leucoloma latifolium
Leucoloma latifolium är en bladmossart som beskrevs av Brotherus och Potier de la Varde 1926. Leucoloma latifolium ingår i släktet Leucoloma och familjen Dicranaceae. Inga underarter finns listade i Catalogue of Life.